# アズマナルコ
アズマナルコ Carex shimidzensis はカヤツリグサ科スゲ属の植物の1種。やや大柄で細長い穂を垂れ下がらせる。道ばたにも出てくるもので、株の基部が円柱形なのが特徴。

## 特徴
夏緑性の多年生草本。匍匐枝は出さず、束になった大きな株を作る。根茎は太くなる。草丈は50-100cmに達する。葉は花茎より長くなり、葉幅は5-9mmほど、葉の縁は多少ざらつく。ただし葉質はある程度柔らかい。基部の鞘は黄褐色に多少色づく。また茎の基部は太くなって径5-10mmになり、また断面が丸くなり、この部分には葉身を欠く鞘があり、その背面は丸くなっている。ちなみに花茎も先端の方では断面が三角だが基部では太くなって断面も円に近くなる。
花期は5-7月。花序の構成としては小穂が3-6個、花茎の先端近くに比較的接近してつく。ただし下方のものはやや離れてつく傾向がある。先端の頂小穂は雄性、あるいは雌雄性、つまり雄花ばかりが並ぶか、先端に若干の雌花がつくのが普通だが、この部分は変異が見られる。側小穂は雌性。これら小穂は、特に側小穂はうなだれて着くか、あるいは真下に垂れ下がる。小穂の基部にある苞は鞘がなく、葉身は葉状に発達し、長さは5-25cmになる。
頂小穂は雌性ないし雌雄性、線柱形で長さ5-7cm、時に10cmに達する。また短い柄がある。雄花鱗片は半透明から緑白色で先端は尖っている。側小穂は雌性で円柱形、長さ3-8cm、幅4-5mm。柄は下のものほど長くて0.5-3cm。雌花鱗片は緑白色で卵形をしており、先端は尖るか短い芒になって突き出る。果胞は雌花鱗片よりやや長くて長さ2.5-2.8mm、幅1.3-1.5mmで卵形、断面はやや扁平で稜の間には3-4本の細い脈がある。表面は無毛で褐色の斑点があり、先端は短い嘴になり、その先端の口部は中がくぼんでいる。痩果はゆるく果胞に包まれており、広卵形で長さ1.5mm。柱頭は2つに割れる。
和名は元来最後にスゲと着いたのを省略したもので、別名にはミヤマナルコ（スゲ）がある。アズマナルコは鳴子が垂れ下がった小穂をそう見立てたことに基づき、東国に生える鳴子スゲの意で、別名は深山鳴子スゲの意である。

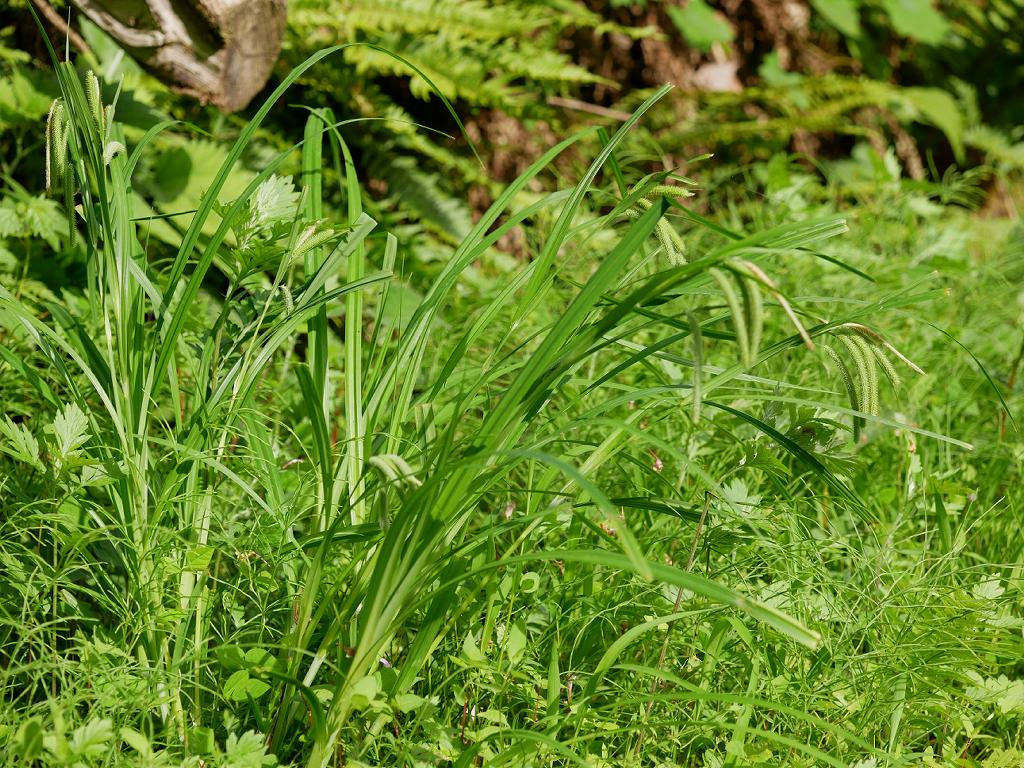
全体の様子
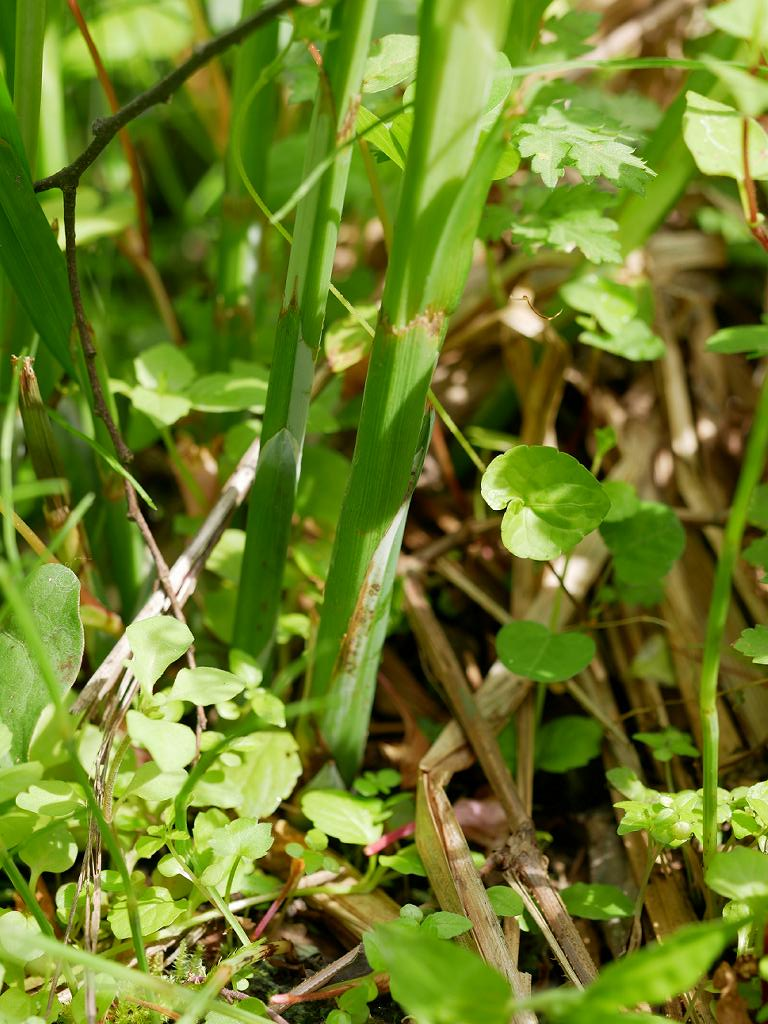
根元の様子 角張らず、葉身の発達しない鞘がある。
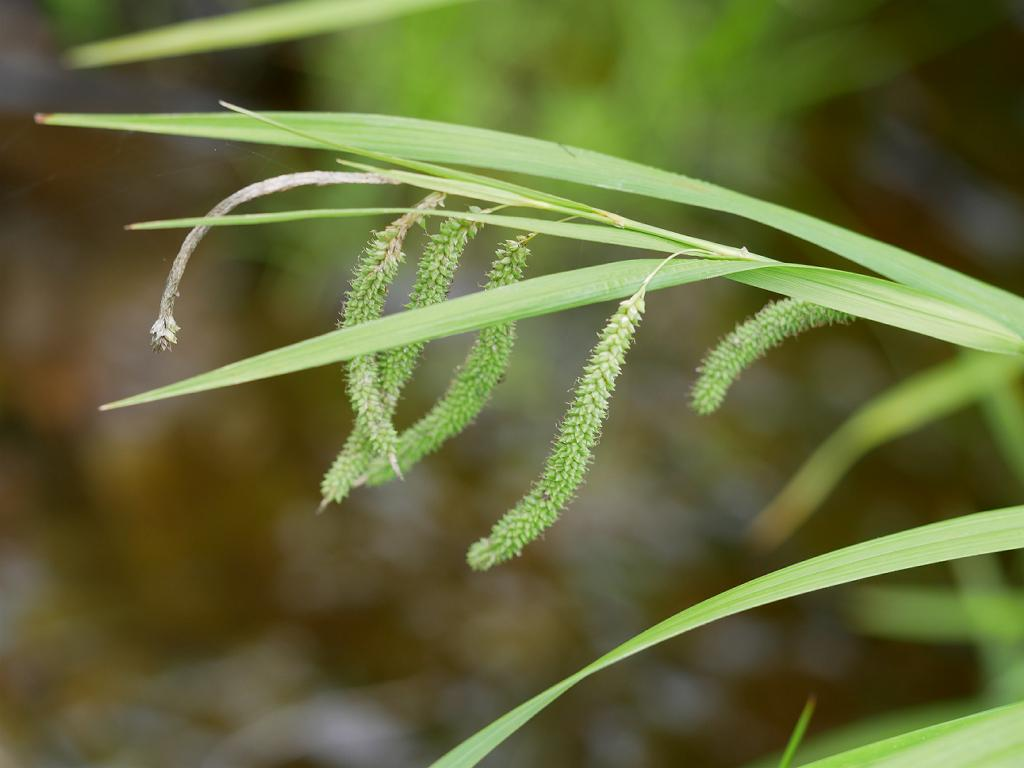
花序の様子 ・雌雄性の例
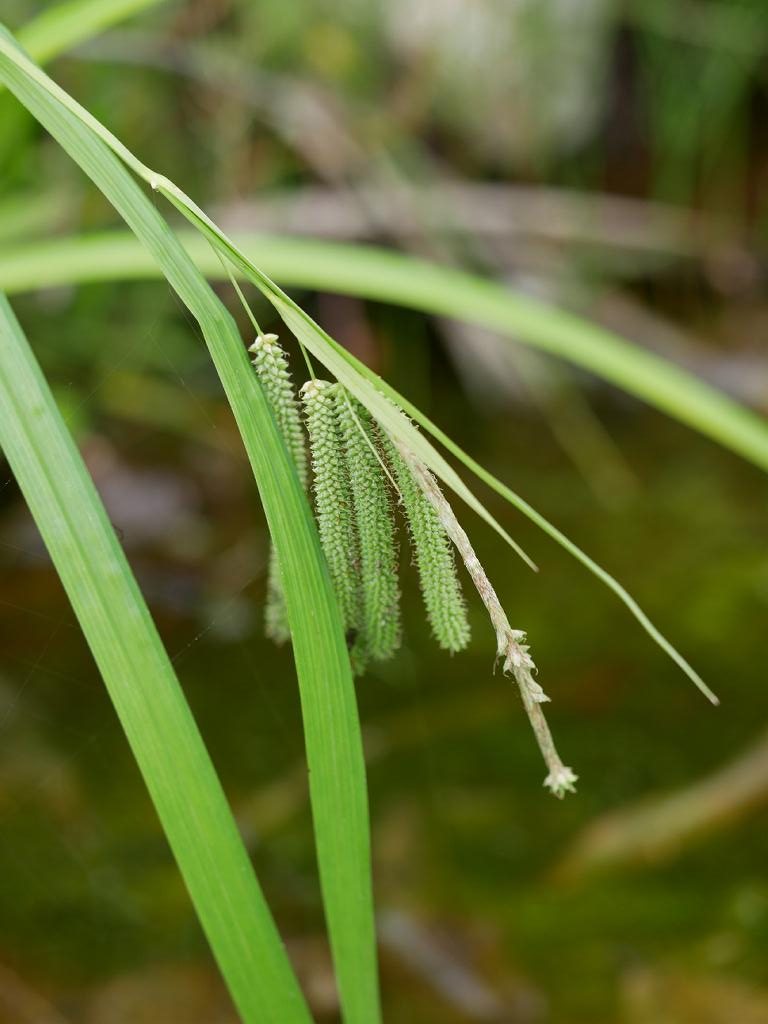
同・先端と半ばに雌花がある例

## 分布と生育環境
日本では北海道、本州、四国、九州から知られるが、本州では主に日本海側に、九州では北部からのみ知られ、また国外では鬱陵島から知られる。
水湿地を好み、山地の林縁などに生えるが、攪乱地によく入り込み、路傍などでも見られる。岡山県では北部の山道の脇で群生しているのがよく見られるという。

## 分類・類似種など
本種は頂小穂雄性か雌雄性、側小穂雌性、苞に鞘がないこと、柱頭が2裂などの特徴からアゼスゲ節 Sect. Phacocystis に分類されている。
もっともよく似ているのはアゼナルコ C. dimorpholepis である。湿地に生え、路傍などにも出現する点も同じである。違いとしては本種では茎の基部が丸く、葉身のない鞘に包まれていることで、アゼナルコを含む近縁の種はたいていはっきりした三角の断面を持っている。またアゼナルコでは頂小穂がほぼ必ず雌雄性で、細い雄花部の先端に太い雌花部があるのがとてもよく目立つ。本種の場合、そのような形になる例もあるが多くなく、雄小穂か、そこに多少の雌花部がある。またアゼナルコでは雄花、雌花共にその鱗片にはっきりした長い芒があることでも区別できる。ツクシナルコ C. subcernua もよく似ているが、果胞に明らかな脈があるのが特徴で、またこの種は本州南部から四国、九州に分布するものである。小穂が細長くて垂れ下がるものにはテキリスゲ C. kiotensis もあるが、こちらは植物体全体にざらつきが強く、手が切れるほどである。
また大橋他編(2015)はカワラスゲ C. incisa と似ていることを指摘しているが、この種は本種に較べてはるかに小さく（草丈20-50cm、雌小穂2.5-6cm×2-3mm）、混同することはまず無い。

## 保護の状況
環境省のレッドデータブックには取り上げられていない。県別では千葉県、徳島県、愛媛県と佐賀県で指定がある。南限域での指定と思われる。